# Lehrbach
Lehrbach ist ein Stadtteil von Kirtorf im Norden des mittelhessischen Vogelsbergkreises.

## Geographie
Lehrbach liegt westlich von Kirtorf an der Klein. Durch den Ort führt die Bundesstraße 62. Am südöstlichen Ortsrand stößt die Landesstraße 3072 auf die Bundesstraße.

## Ortsgeschichte

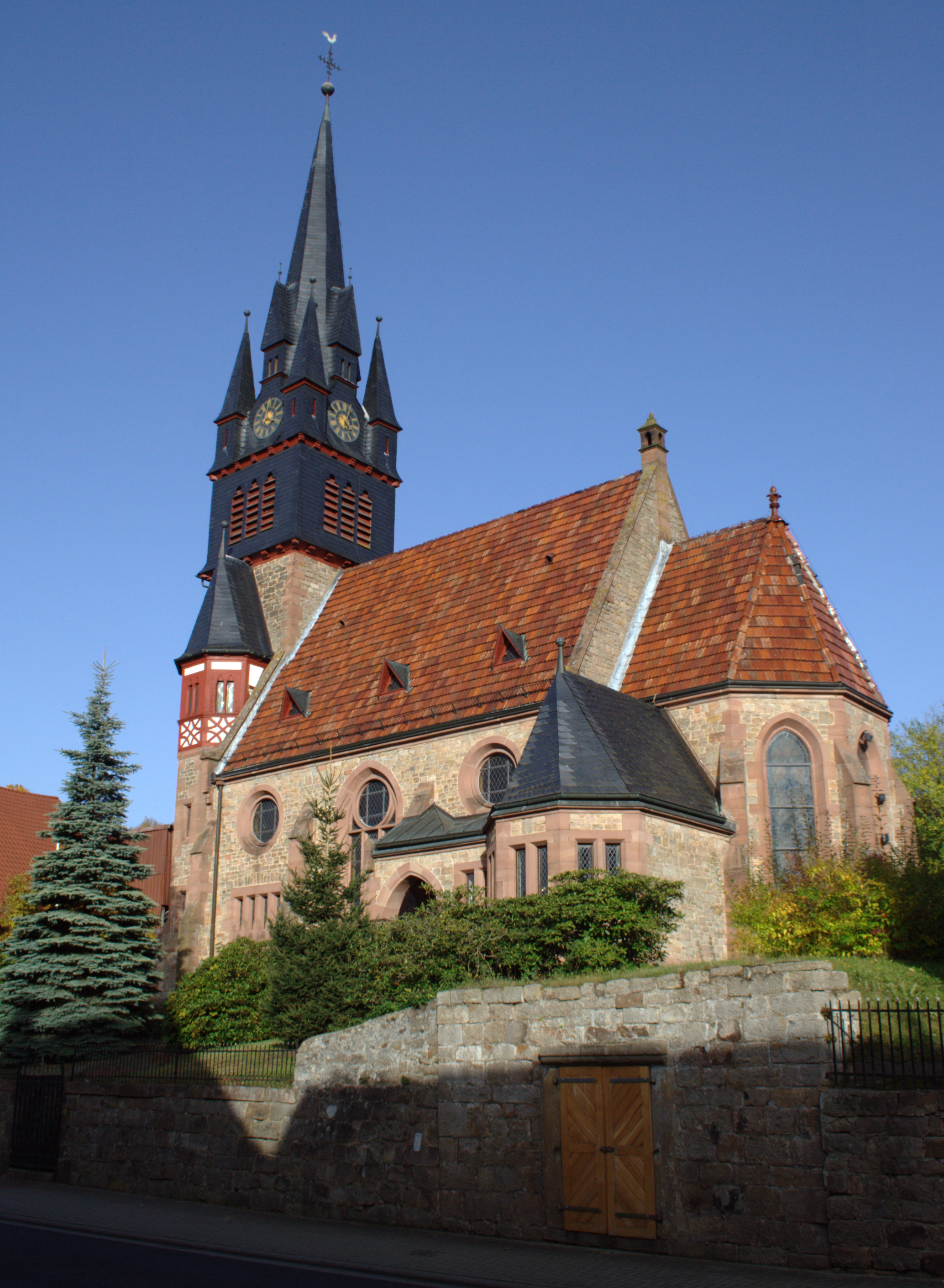
Kirche in Lehrbach

### Mittelalter
Erstmals urkundlich erwähnt wird ein Ortsadliger „Hartmannus de Loberbach“ im Jahre 1278. In den Jahren 1279 heißt es „Hartmannus de Louerbach“, 1291 „Harmannus de Loyberbach“ und 1303 wird „Hartmannus de Louberbach“ urkundlich genannt. 
Der Ortsname Lehrbach entspricht dem von Laubach. Abgeleitet wird er von ahd. Wort „loub“ bzw. mhd. „loup“. Die Burg „sloße Laurbach“ finden wir in einer Urkunde von 1407. Die Herren von Lehrbach erhielten 1349 die Burg Lehrbach als Lehen. 
Gegen Ende des 14. Jahrhunderts kam Lehrbach zum Eußergericht und war ein Kondominium der Landgrafschaft Hessen und der Schenck zu Schweinsberg:

„Eußer Gericht (L. Bez. Kirtorf) Landstrich; enthält die Orte Arnshain, Bernsburg, Erbenhausen, Lehrbach, Obergleen und Wahlen, welche nun zum Bez. Kirtorf gehören. Die Gerichtsbarkeit erster Instanz stehet dem Staate und den Freiherrn von Schenk, Ganerben zu Schweinsberg, gemeinschaftlich zu. Die streitige Gerichtsbarkeit wird zu Homberg auf bestimmte Amtstage von dem Landrichter und dem von Schenkischen Amtsverweser gemeinschaftlich, hingegen die polizeilichen und andere Administrativ-Geschäfte ausschließend von dem Landrath ausgeübt. – Das Nassauische Haus hatte einen Antheil an dem Eußer Gericht erworben, und belehnte nachmals die Schenke von Schweinsberg damit. Die oben genannten Orte gehörten zum Amte Kirtorf. Anderwärts wie in Alsfeld, Romrod etc. wurde das Gericht aus Schöffen der Stadt und der Dörfer zusammengesetzt; da aber Kirtorf ausschließend den Grafen von Ziegenhain gehörte und nachher an die Landgrafen kam, an den obigen Orten aber die Schenke Antheil hatten, so konnte hier ein Gericht in der Art nicht gebildet werden, daher man das Gericht in Kirtorf (inneres Gericht) von dem der Dörfer (äußeres Gericht) unterschied. Auf diese Weise ist die Benennung Eußer Gericht entstanden, welcher Sprachgebrauch sich jedoch in neuern Zeiten ziemlich verloren hatte, und nun durch die letzte Organisation sich ganz verlieren muß.“

### Neuzeit
Zwei Nachweise zu Lehrbach, nämlich „Ruepen von Leerbach“ und „von Lerpach“ finden sich in einem Salbuch von 1574.
Im Dreißigjährigen Krieg wurde die Niederungsburg zerstört. Die Ruine wurde 1901 renoviert und unter Denkmalschutz gestellt. Danach entstand an anderer Stelle ein neues Herrenhaus.
Die Statistisch-topographisch-historische Beschreibung des Großherzogthums Hessen berichtet 1830 über Lehrbach:

„Lehrbach (L. Bez. Kirtorf) evangel. Pfarrdorf; liegt an dem Kleinbach 1 St. von Kirtorf und gehört zum Eußer Patrimonialgericht der Freiherrn von Schenk zu Schweinsberg, in welchem die Gerichtsbarkeit erster Instanz dem Staate und der Freiherrlichen Familie von Schenk gemeinschaftlich zustehet. Der Ort hat 59 Häuser und 429 Einwohner, die außer 5 Katholiken, 19 Mennoniten und 4 Juden evangelisch sind. Man findet 1 Kirche, 3 Höfe, 4 Mühlen und 1 Grenznebenzollamt II. Classe. Im Ort liegt einer der Höfe, welcher der Gräf. Familie von Lehrbach gehört, die sich zuweilen hier aufhält. In dem dazu gehörigen schönen Garten befindet sich die gut erhaltene Ruine einer Burg. Unterhalb Lehrbach, an dem Kleinbach, liegt der Schmitthof, aus einer wieder hergestellten Ritterburg mit Oekonomiegebäuden bestehend, und den Freiherrn von Schenk gehörig, und oberhalb des Orts befindet sich der Retschenhäuser Hof, der früher den Freiherrn von Schenk zuständig war. Die Gemarkung besteht durchaus aus Sandboden, und in derselben sind mehrere Steinbrüche, die einen weißen Sandstein liefern, der sich sowohl zum Bauwesen, als zu Mühlsteinen gut verarbeiten läßt.“

Die Kirche wurde 1896 an der Stelle der Vorgängerkirche erbaut. Um die Mitte des 19. Jahrhunderts verkaufte der letzte Herr von Lehrbach seine gesamten Besitzungen an Max von Günderode. Dieser ließ 1885 das neue Schloss erbauen. Um 1895 erwarb Prinz Philipp von Hanau-Hořovice (1844–1914), jüngster Sohn des letzten Kurfürsten von Hessen, Friedrich Wilhelm aus dessen morganatischer Ehe mit Gertrude Lehmann, die Güter für seinen Sohn, den Grafen Karl August von Schaumburg (1878–1905), der 1905 im Wald bei Lehrbach tödlich verunglückte. Dann erwarb die Familie Oppermann, jetzt Böhm, das Anwesen und die Ländereien Anfang des 20. Jahrhunderts.
In der Gemarkung gab es fünf Mühlen.
Hessische Gebietsreform (1970–1977)
Am 31. Dezember 1971 wurde die bis dahin selbständige Gemeinde Lehrbach im Zuge der Gebietsreform in Hessen kraft Landesgesetz in die Stadt Kirtorf eingegliedert.

### Verwaltungsgeschichte im Überblick
Die folgende Liste zeigt die Staaten und Verwaltungseinheiten, denen Lehrbach angehört(e):
- vor 1567: Heiliges Römisches Reich, Landgrafschaft Hessen, Amt Kirtorf
- ab 1567: Heiliges Römisches Reich, Landgrafschaft Hessen-Marburg, Amt Kirtorf (Eußergericht je zur Hälfte den Landgrafen und den Schencken zu Schweinsberg)[16]
- 1604–1648: Heiliges Römisches Reich, strittig zwischen Landgrafschaft Hessen-Darmstadt und Landgrafschaft Hessen-Kassel (Hessenkrieg)
- ab 1604: Heiliges Römisches Reich, Landgrafschaft Hessen-Darmstadt, Oberfürstentum Hessen, Oberamt Alsfeld, Amt Kirtorf (Eußergericht)[17]
- ab 1806: Großherzogtum Hessen,[Anm. 2] Fürstentum Oberhessen, Oberamt Alsfeld, Amt Kirtorf (Eußergericht)[18][19]
- ab 1815: Großherzogtum Hessen, Provinz Oberhessen, Amt Romrod, (Eußergericht)[20]
- ab 1821: Großherzogtum Hessen, Provinz Oberhessen, Landratsbezirk Kirtorf[21][Anm. 3]
- ab 1832: Großherzogtum Hessen, Provinz Oberhessen, Kreis Alsfeld
- ab 1848: Großherzogtum Hessen, Regierungsbezirk Alsfeld
- ab 1852: Großherzogtum Hessen, Provinz Oberhessen, Kreis Alsfeld
- ab 1867: Norddeutscher Bund, Großherzogtum Hessen, Provinz Oberhessen, Kreis Alsfeld
- ab 1871: Deutsches Reich, Großherzogtum Hessen, Provinz Oberhessen, Kreis Alsfeld
- ab 1918: Deutsches Reich, Volksstaat Hessen, Provinz Oberhessen, Kreis Alsfeld
- ab 1938: Deutsches Reich, Volksstaat Hessen, Landkreis Alsfeld[22][Anm. 4]
- ab 1945: Deutsches Reich, Amerikanische Besatzungszone,[Anm. 5] Groß-Hessen, Regierungsbezirk Darmstadt, Landkreis Alsfeld
- ab 1946: Deutsches Reich, Amerikanische Besatzungszone, Hessen, Regierungsbezirk Darmstadt, Landkreis Alsfeld
- ab 1949: Bundesrepublik Deutschland, Hessen, Regierungsbezirk Darmstadt, Landkreis Alsfeld
- ab 1972: Bundesrepublik Deutschland, Hessen, Regierungsbezirk Darmstadt, Vogelsbergkreis, Stadt Kirtorf
- ab 1981: Bundesrepublik Deutschland, Hessen, Regierungsbezirk Gießen, Vogelsbergkreis, Stadt Kirtorf

### Gerichte seit 1803
In der Landgrafschaft Hessen-Darmstadt wurde mit Ausführungsverordnung vom 9. Dezember 1803 das Gerichtswesen neu organisiert. Für die Provinz Oberhessen wurde das Hofgericht Gießen als Gericht der zweiten Instanz eingerichtet. Die Rechtsprechung der ersten Instanz wurde durch die Ämter bzw. Standesherren vorgenommen und somit war für Lehrbach das „Eußergericht“ zuständig.
Das Hofgericht war für normale bürgerliche Streitsachen Gericht der zweiten Instanz, für standesherrliche Familienrechtssachen und Kriminalfälle die erste Instanz. Übergeordnet war das Oberappellationsgericht Darmstadt.
Mit der Gründung des Großherzogtums Hessen 1806 wurde diese Funktion beibehalten, während die Aufgaben der ersten Instanz 1821 im Rahmen der Trennung von Rechtsprechung und Verwaltung auf die neu geschaffenen Landgerichte übergingen. „Landgericht Homberg an der Ohm“ war daher von 1821 bis 1879 die Bezeichnung für das erstinstanzliche Gericht in Homberg an der Ohm, das für Lehrbach zuständig war. Die  Freiherrn Schenck zu Schweinsberg  verzichteten am 13. März 1822 auf ihre Polizei- und andere administrative Rechte zugunsten der Landesbehörden. Im Landgericht Homberg wurden die Rechtsprechung weiter gemeinschaftlich ausgeübt.
Erst infolge der Märzrevolution 1848 wurden mit dem „Gesetz über die Verhältnisse der Standesherren und adeligen Gerichtsherren“ vom 15. April 1848 die standesherrlichen Sonderrechte endgültig aufgehoben.
Anlässlich der Einführung des Gerichtsverfassungsgesetzes mit Wirkung vom 1. Oktober 1879, infolge derer die bisherigen großherzoglich hessischen Landgerichte durch Amtsgerichte an gleicher Stelle ersetzt wurden, während die neu geschaffenen Landgerichte nun als Obergerichte fungierten, kam es zur Umbenennung in „Amtsgericht Homberg an der Ohm“ und Zuteilung zum Bezirk des Landgerichts Gießen. Am 15. Juni 1943 wurde das Gericht zur Zweigstelle des Amtsgerichtes Alsfeld, aber bereits wieder mit Wirkung vom 1. Juni 1948 in ein Vollgericht umgewandelt. Am 1. Juli 1968 erfolgte die Auflösung des Amtsgerichts Homberg und Lehrbach wurde dem Bereich des Amtsgerichts Kirchhain zugeteilt.
In der Bundesrepublik Deutschland sind die übergeordneten Instanzen das Landgericht Marburg, das Oberlandesgericht Frankfurt am Main sowie der Bundesgerichtshof als letzte Instanz.

### Einwohnerentwicklung
| • 1791: | 240 Einwohner            |
| • 1800: | 325 Einwohner            |
| • 1806: | 349 Einwohner, 56 Häuser |
| • 1829: | 429 Einwohner, 59 Häuser |
| • 1867: | 361 Einwohner, 31 Häuser |

| Lehrbach: Einwohnerzahlen von 1791 bis 2015 | Lehrbach: Einwohnerzahlen von 1791 bis 2015 | Lehrbach: Einwohnerzahlen von 1791 bis 2015 | Lehrbach: Einwohnerzahlen von 1791 bis 2015 | Lehrbach: Einwohnerzahlen von 1791 bis 2015 |
| --- | ------------------------------------------- | ------------------------------------------- | ------------------------------------------- | ------------------------------------------- |
| Jahr |                                             |                                             |                                             | Einwohner                                   |
| 1791 | 1791                                        |                                             | 240                                         | 240                                         |
| 1800 | 1800                                        |                                             | 325                                         | 325                                         |
| 1806 | 1806                                        |                                             | 349                                         | 349                                         |
| 1829 | 1829                                        |                                             | 429                                         | 429                                         |
| 1834 | 1834                                        |                                             | 441                                         | 441                                         |
| 1840 | 1840                                        |                                             | 414                                         | 414                                         |
| 1846 | 1846                                        |                                             | 445                                         | 445                                         |
| 1852 | 1852                                        |                                             | 409                                         | 409                                         |
| 1858 | 1858                                        |                                             | 385                                         | 385                                         |
| 1864 | 1864                                        |                                             | 397                                         | 397                                         |
| 1871 | 1871                                        |                                             | 367                                         | 367                                         |
| 1875 | 1875                                        |                                             | 349                                         | 349                                         |
| 1885 | 1885                                        |                                             | 391                                         | 391                                         |
| 1895 | 1895                                        |                                             | 372                                         | 372                                         |
| 1905 | 1905                                        |                                             | 341                                         | 341                                         |
| 1910 | 1910                                        |                                             | 329                                         | 329                                         |
| 1925 | 1925                                        |                                             | 345                                         | 345                                         |
| 1939 | 1939                                        |                                             | 334                                         | 334                                         |
| 1946 | 1946                                        |                                             | 540                                         | 540                                         |
| 1950 | 1950                                        |                                             | 522                                         | 522                                         |
| 1956 | 1956                                        |                                             | 483                                         | 483                                         |
| 1961 | 1961                                        |                                             | 412                                         | 412                                         |
| 1967 | 1967                                        |                                             | 362                                         | 362                                         |
| 1970 | 1970                                        |                                             | 412                                         | 412                                         |
| 1980 | 1980                                        |                                             | ?                                           | ?                                           |
| 1990 | 1990                                        |                                             | ?                                           | ?                                           |
| 2000 | 2000                                        |                                             | ?                                           | ?                                           |
| 2011 | 2011                                        |                                             | 285                                         | 285                                         |
| 2015 | 2015                                        |                                             | 264                                         | 264                                         |
| Datenquelle: Historisches Gemeindeverzeichnis für Hessen: Die Bevölkerung der Gemeinden 1834 bis 1967. Wiesbaden: Hessisches Statistisches Landesamt, 1968. Weitere Quellen: ; Stadt Kirdorf: Stadtteile im Webarchiv; Zensus 2011 |                                             |                                             |                                             |                                             |

### Historische Religionszugehörigkeit
| • 1829: | 401 evangelische (= 93,47 %), 4 jüdische (= 0,93 %), 19 mennonitische (= 4,43 %) und 5 katholische (= 1,17 %) Einwohner |
| • 1961: | 372 evangelische (= 90,29 %), 37 katholische (= 8,98 %) Einwohner                                                       |

## Politik
Ortsvorsteher ist Sebastian Otto.

## Sehenswürdigkeiten
- Burgruine,
- neues Schloss,
- der alte Unterhof,
- die neue Kirche mit dem alten Chor,
- ein alter Pestfriedhof,
- die alte Kirschbrücke (Kirchbrücke) von 1541,
- der „Kirchenstumpf“, Rest der Kirche in der Wüstung Folkartshain